# Боевая машина

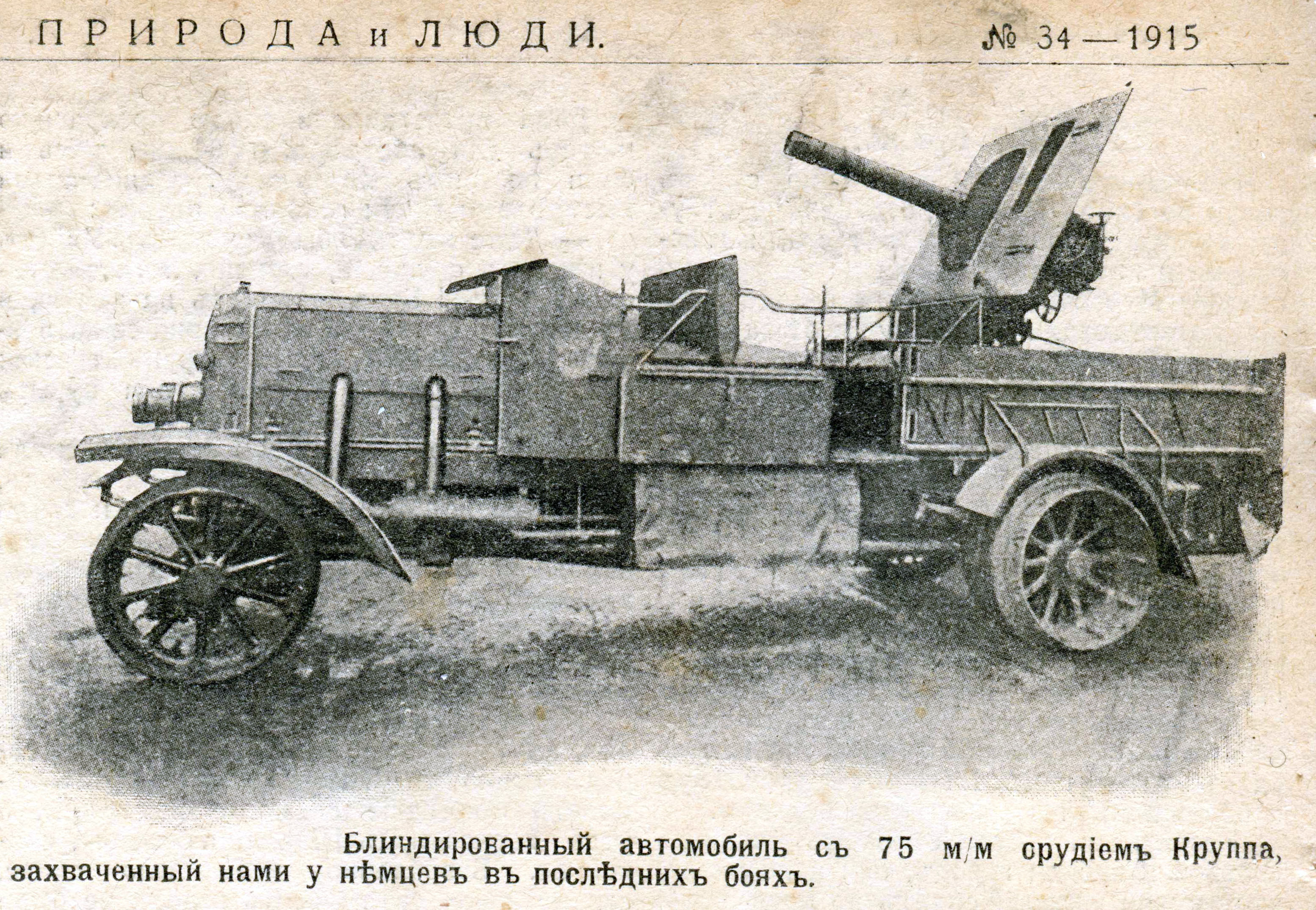
Германский блиндированный автомобиль с 75-мм орудием Круппа, 1915 год.

Боевая машина «фиат» РККА.

Именной танк «Русский Рено» «Борец за свободу товарищ Ленин».

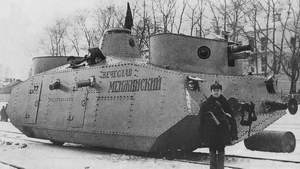
Второй опытный мотоброневагон Д-2 «Вечеслав Менжинский». Экспериментальный завод НКПС. Февраль 1931 года

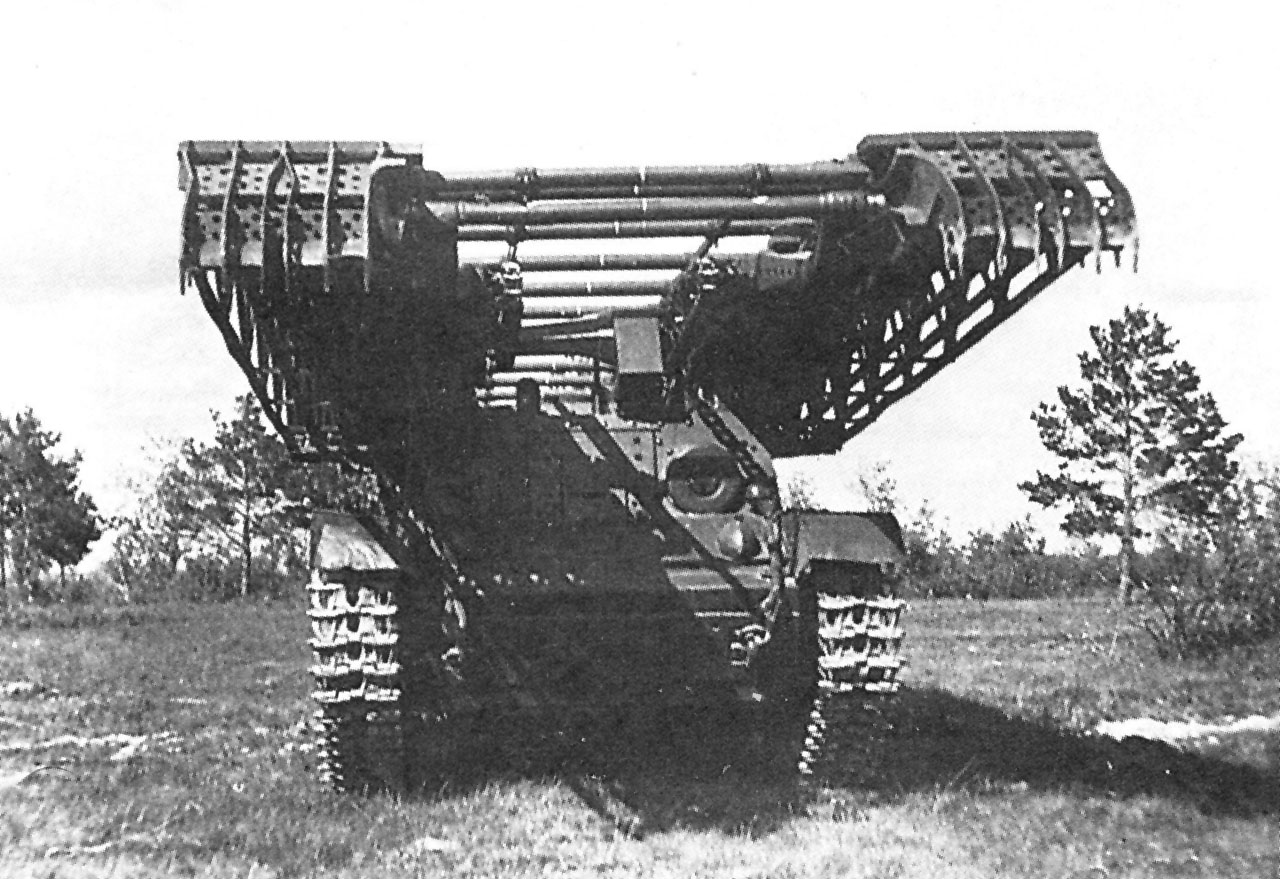
ИТ-28, один из первых в мире танковых мостоукладчиков (мостовых танков).

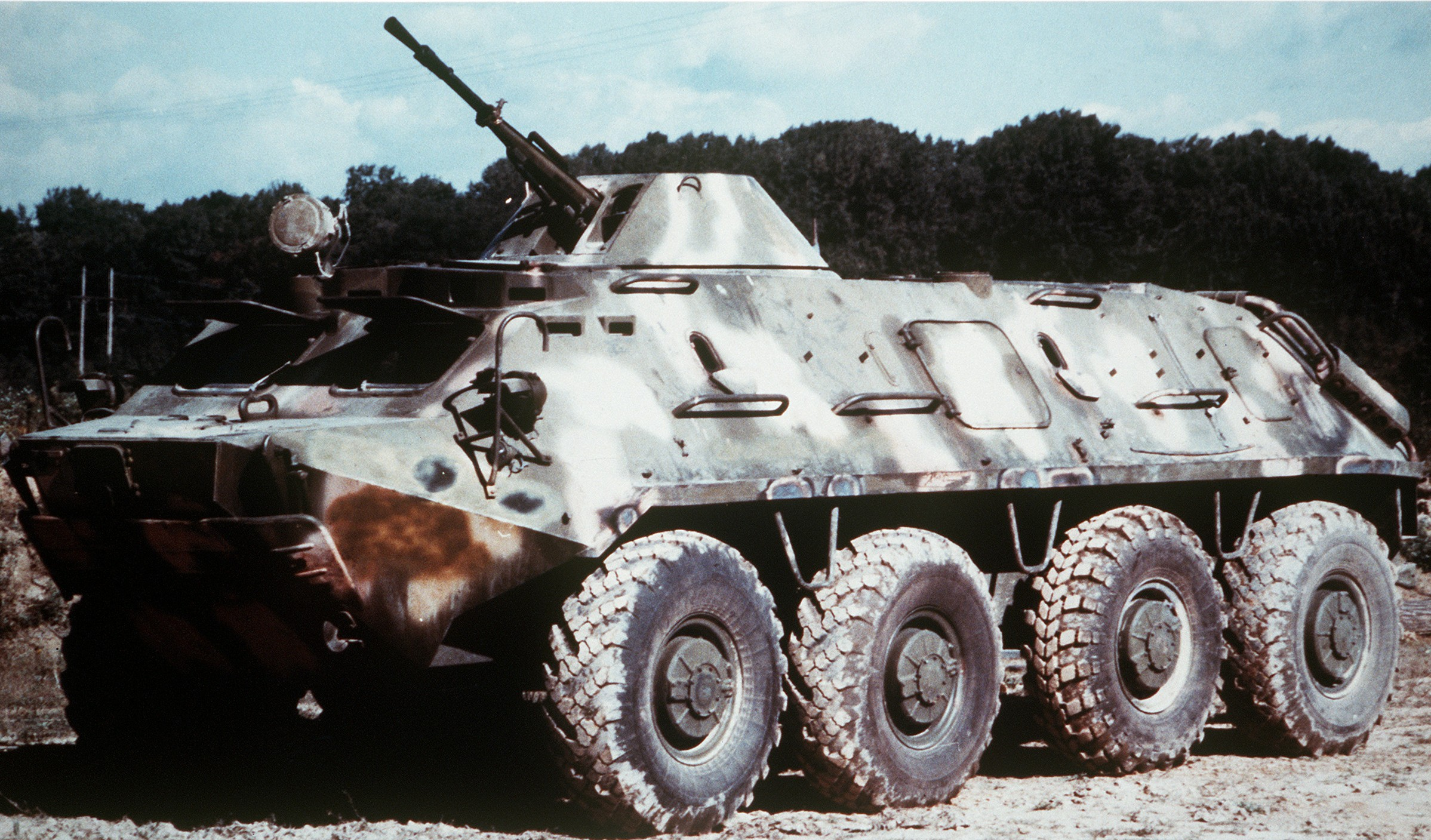
Советский бронетранспортёр БТР-60ПБ. Относится к боевым машинам БТВТ

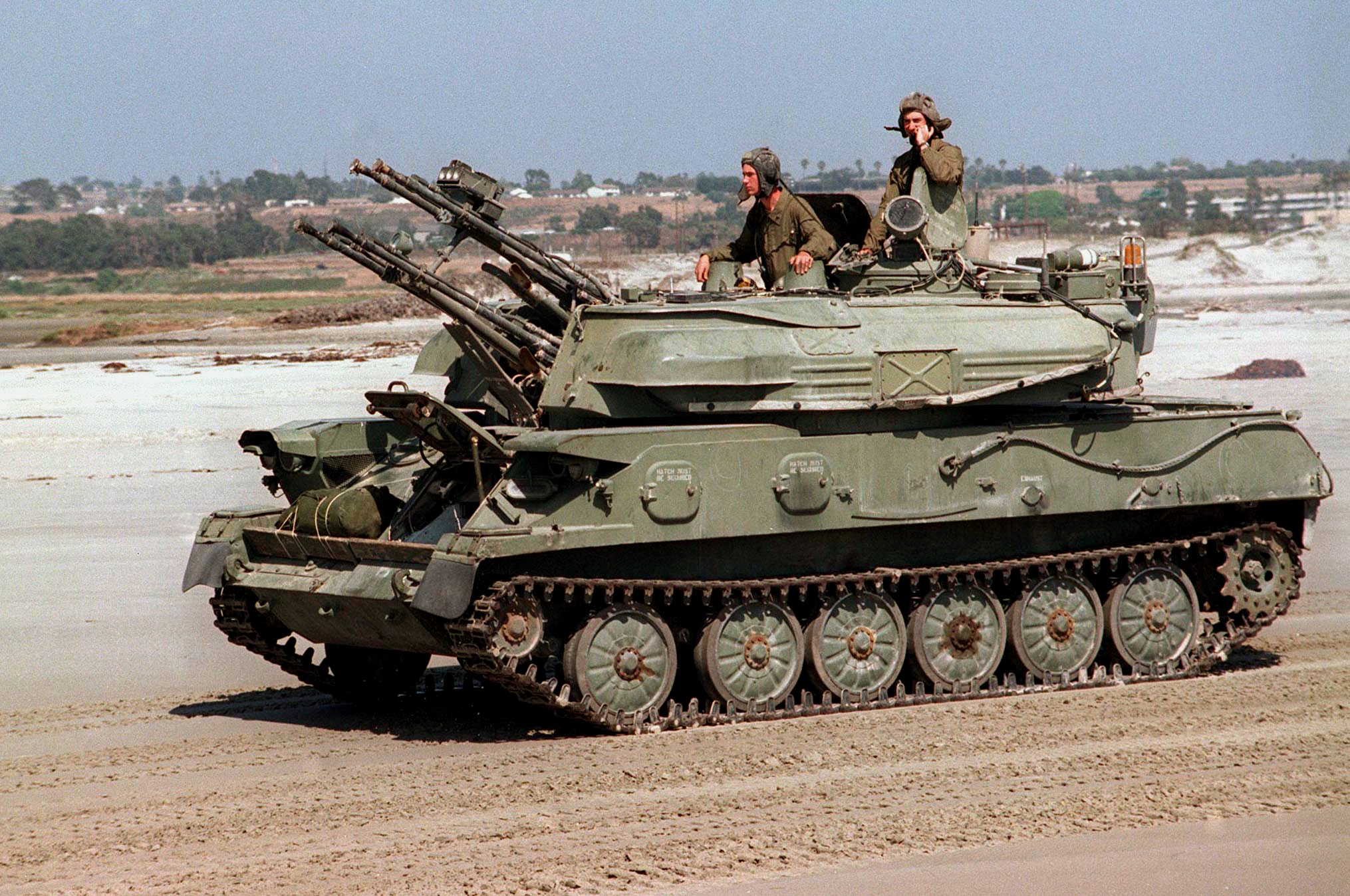
Советская зенитная самоходная установка ЗСУ-23-4 «Шилка». Относится к боевым машинам войск ПВО Сухопутных войск

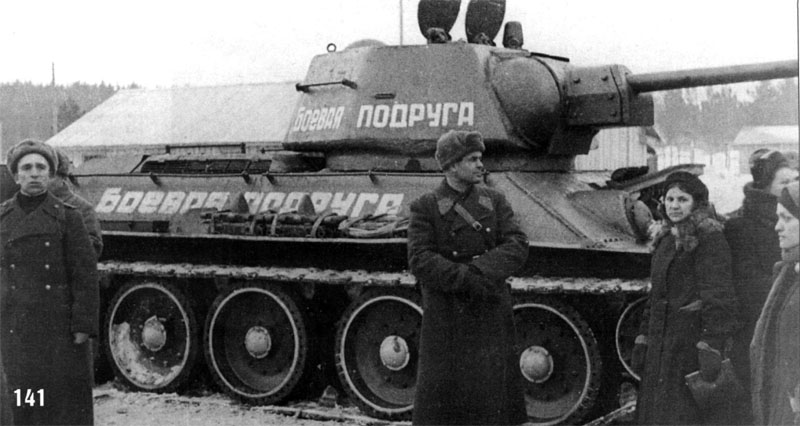
Передача именного танка «Боевая подруга» (Т-34-76 позднего образца) коллективом Свердловского хлебокомбината танкистам 93 отбр, зима 1943 год.

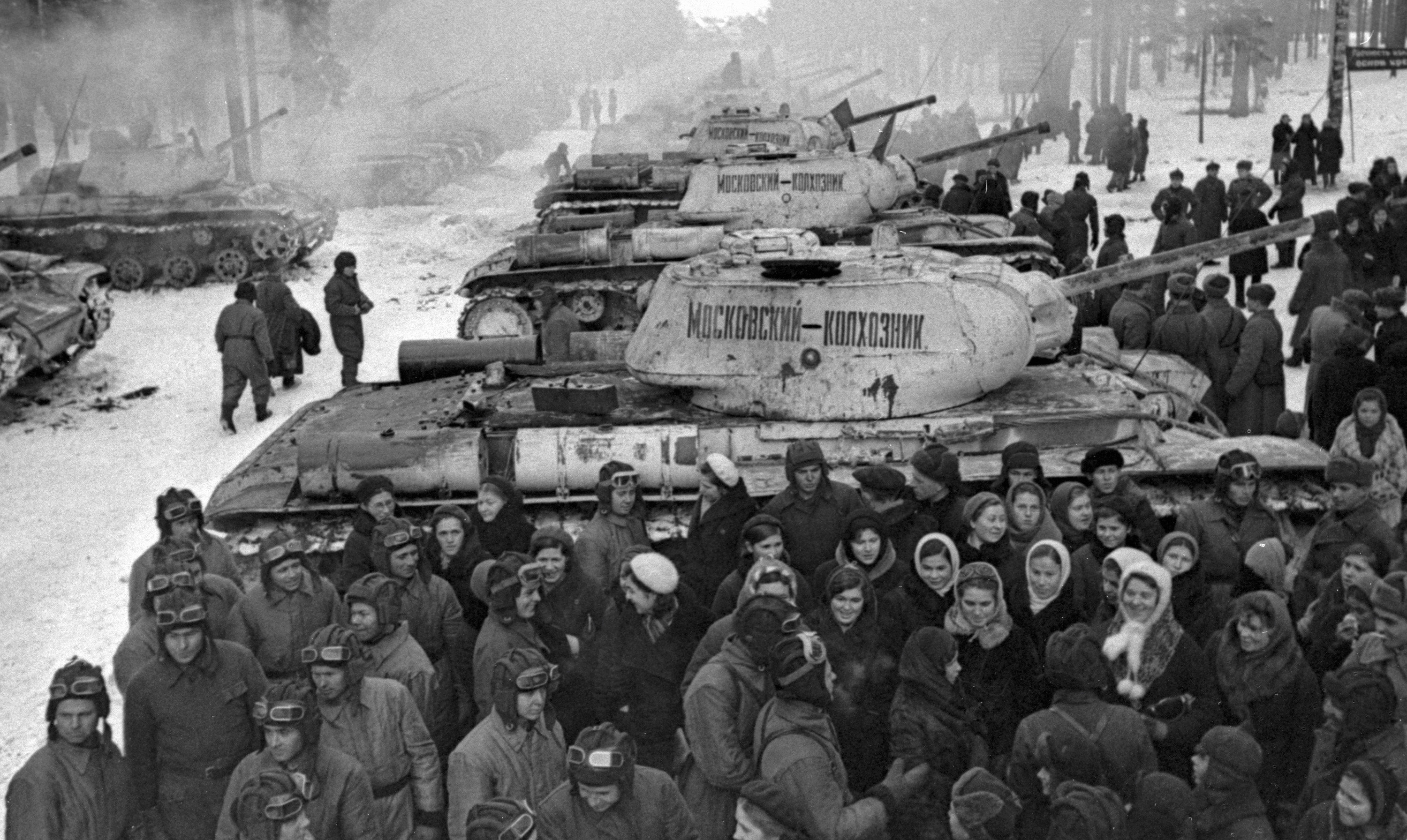
Именные боевые машины. Колхозники Московской области передают советским воинам танки КВ-1С колонны «Московский колхозник», декабрь 1942 года, фото Ивана Шагина.

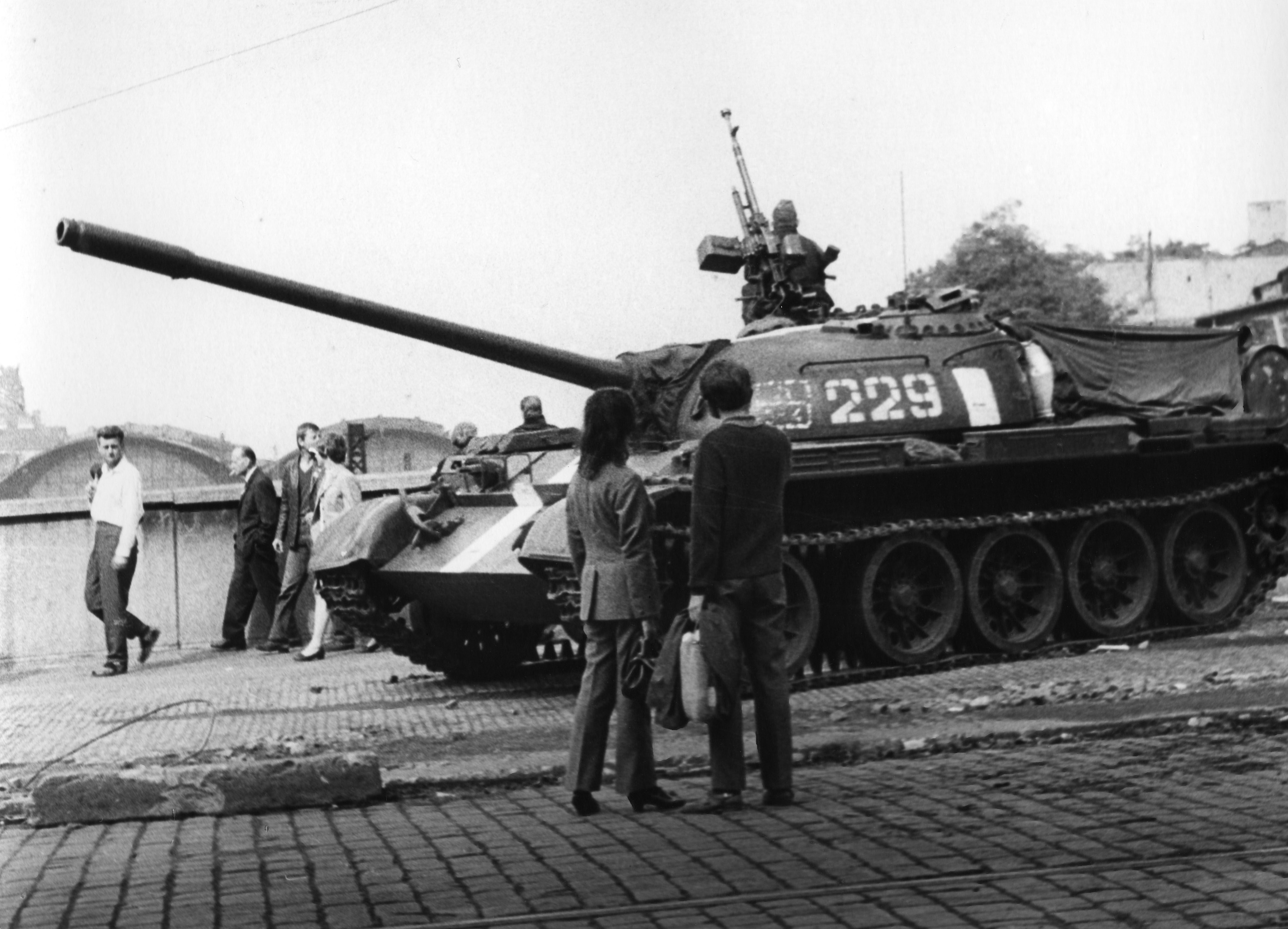
Полосы опознавания на БМ Т-55, во время операции «Дунай», 1968 год.

Боева́я маши́на (БМ) — сухопутная колёсная или гусеничная (реже — полугусеничная, колёсно-гусеничная и тому подобное), оснащённая вооружением, обычно полностью или частично бронированная самоходная машина, предназначающаяся для ведения боя, обеспечения боевых действий либо управления войсками (силами), ранее к боевым машинам относили также броневые поезда (БП), моторные броневые вагоны (МБВ) и броневые дрезины (БД).
На флоте применяется термин корабль, в авиации боевой самолёт, боевой вертолет, летательный аппарат или БПЛА. В России колёсная и гусеничная техника Вооружённых Сил делится на автомобильную и бронетанковую технику. В Вооружённых Силах СССР колёсная и гусеничная техника делилась на автотракторную и бронетанковую технику.

## История
В 1930-е годы в литературе указывалось что боевой машиной фактически является и обычный пулемёт, пушка и тому подобные машинные средства вооруженной борьбы, передвигающиеся при посредстве мускульной силы людей и животных, а в общепринятом смысле боевая машина является орудием борьбы значительной автономности и должна удовлетворять следующему основному свойству: личный состав ведёт бой не выходя из машины при любом её положении в бою.
Позже в руководящем документе было указано:

Боевыми называются машины, предназначенные для ведения боя и несущие на себе вооружение.— Боевой устав бронетанковых и механизированных войск Красной Армии 1944 года, часть 1 (танк, танковый взвод, танковая рота)

## Группы, виды и типы
В 1930-е годы в сухопутных механизированных войсках классификация боевых машин сводилась к следующим группам:
- Танки: лёгкие, средние, тяжёлые и сверхтяжёлые (сверхмощные);
- бронированные автомобили: лёгкие, средние и тяжёлые;
- бронированные железно-дорожные машины: бронированные лёгкие и тяжёлые мотодрезины, бронированные мотовагоны, бронированные лёгкие и тяжёлые поезда;
- артиллерийские самоходные установки орудий различных калибров с частичным броневым прикрытием и без броневого прикрытия;
- железно-дорожные артиллерийские установки орудий различных калибров, но главным образом тяжёлых калибров и орудий дальнобойных систем, включая железно-дорожные установки морских орудий для береговой обороны;
- химические бронированные боевые машины;
- сапёрные машины: мостовые танки, танки для траления минных полей и тому подобные машины с броневым прикрытием;
- сапёрные машины самого различного назначения без броневого прикрытия на гусеничном и колесном ходу;
- боевые транспортёры танкового или бронеавтомобильного типа, способные на ходу вести огонь без выхода экипажа из машин (транспортёры пехоты, грузовые танки, танки для снабжения огнеприпасами под огнём и так далее);
- бронированные машины для службы связи (радиотанки и другие)[7].

Боевые машины подразделяются на следующие виды:
- Танки — лёгкие, средние, тяжёлые и основные, специальные;
- Бронеавтомобили;
- Тягачи (бронированные и небронированные) вооружения;
- Небронированные машины, на которых установлено вооружение (зенитный пулемет, комплект установки мин и т. д.);
- Боевые машины мотострелков, воздушных десантников и морских пехотинцев — бронетранспортёры (БТР), боевые машины пехоты (БМП), боевые разведывательные машины (БРМ) и другие.
- Боевые машины артиллерии — самоходные артиллерийские установки, боевые машины реактивной артиллерии, самоходные ПТРК и другие.
- Боевые машины войск ПВО — машины зенитных ракетных комплексов, зенитных ракетно-пушечных комплексов, зенитные-артиллерийские самоходные установки и другие.
- Боевые машины ракетных войск — самоходные пусковые установки и тягачи пусковых установок ракет класса «земля—земля».
- Боевая машина дежурных сил  — боевая машина предназначенная для транспортировки личного состава сил несущих боевое дежурство (дежурных сил). Состоит на вооружении РВСН.
- и другие.

Все типы бронированных машин подпадают под определение Боевая машина (и почти все имеют вооружение). К примеру:
- Бронированная машина разминирования — в инженерных войсках.
- Бронированная ремонтно-эвакуационная машина — в танковых, мотострелковых, воздушно-десантных войсках и морской пехоте.

Боевые машины обслуживаются экипажем. Командир танка — одновременно командир экипажа. Экипажем БМП, БТР, БРМ и БМД руководит командир машины, который одновременно командир мотострелкового или разведывательного или парашютно-десантного отделения или отделения морской пехоты. В самоходных артиллерийских установках аналогичная должность именуется командир орудия.

## Ввод в строй БМ
Боевая машина вводится в строй воинской части (В. Ч.) в следующих случаях:
- при получении новой боевой машины;
- при получении боевой машины из другой В. Ч..
- при получении боевой машины из капитального ремонта;

При получении боевой машины командир В. Ч. осматривает её и проверяет формуляр. Предварительно, не позже чем за один день до ввода в строй БМ, производится технический приём БМ экипажем с участием технической комиссии В. Ч. Для ввода БМ в строй командир В. Ч. приказом назначает время, место и порядок торжественной передачи её экипажу.
C вводом вооружения и военной техники в строй за членами экипажей в личное пользование одновременно закрепляются шлемофоны, где они предусмотрены, с внесением соответствующих записей в формуляры боевых машин.

## Опознавание
В Вооруженных силах Российской Федерации, как и раннее в Вооружённых Силах СССР и РККА, для опознавания своих боевых машин, для наблюдения за действиями боевых машин в бою и для облегчения управления, боевые машины должны (должны были) впереди, по бокам и сзади иметь номер (наносится краской, зимой — чёрного цвета, летом — белого) (а также в РККА иногда звёзды) с правой и левой стороны башни. Номера боевых машин своего подразделения должен (должен был) знать весь личный состав. Кроме того, в РККА, отдельным боевым машинам могли быть присвоены именные наименования, например танкам были присвоены наименования — «Малютка», «Колыма», «Боевая подруга», «Суворов», «Кутузов», «Чапаев», «Щорс», «Иван Грозный», (построенный на средства писателя А. Н. Толстого), «Александр Невский», и другие.
Также для опознавания боевых и других машин своими на учениях и в бою применяли и применяют полосы или знаки — опознавательные знаки (в западной печати названные впоследствии полосами вторжения).